# Аронофски, Даррен
Да́ррен Ароно́фски (англ. Darren Aronofsky; род. 12 февраля 1969, Бруклин, Нью-Йорк, США) — американский кинорежиссёр, сценарист и продюсер.

## Биография
Аронофски родился в Нью-Йорке, в Бруклине, в семье школьных учителей Абрахама (Абе) и Шарлотты Аронофски (род. 1941, Бруклин). Его отец преподавал химию и естественные науки в средней школе Бушвика и в ешиве Флэтбуша. Семья придерживалась консервативного иудаизма.
Вырос в районе Манхэттен-Бич. Аронофски окончил одну из лучших школ в стране — среднюю школу Эдварда Мэроу (Нью-Йорк). После окончания школы он в течение 6 месяцев путешествовал по Ближнему Востоку, Европе и Гватемале, а в 1987 году поступил в Гарвардский университет, где изучал антропологию, кино и анимацию. В 1990 году в качестве курсовой работы снял свой первый фильм «Чистка супермаркета». Этот короткометражный фильм был номинирован на студенческую премию Американской академии киноискусства в 1991 году. В 1991 в Гарварде Аронофски успел снять ещё одну студенческую короткометражку «Печенье с предсказанием». В этом же году он окончил Гарвард, получив степень бакалавра искусств с отличием.
Через год Даррен переезжает в Лос-Анджелес, чтобы учиться режиссуре в консерватории Американского института киноискусства. В качестве выпускной работы он представил короткометражный фильм «Протозоа» и в 1993 году получил степень магистра изящных искусств (М.F.A.).
Над своим первым полнометражным фильмом «Пи» Аронофски стал работать в 1995 году, после возвращения в Нью-Йорк. Сюрреалистический триллер Аронофски был представлен на кинофестивале независимого кино «Сандэнс» в 1998 году. Получив несколько фестивальных наград, фильм с бюджетом в 60000 долларов в итоге собрал в прокате 3,2 млн долларов, что позволило расплатиться с долгами и планировать свою следующую работу.
Фильм принёс Аронофски известность и ряд престижных наград; в 2002 году он получает приглашение от Дэвида Туи написать сценарий к фильму «Глубина».
Награды за этот фильм:
- 1998 — Приз «ФИПРЕССИ» — Кинофестиваль в Салониках
- 1998 — Лучший режиссёр — Кинофестиваль «Сандэнс»
- 1998 — Гран-при — Международный кинофестиваль в Гиджине
- 1998 — Лучший зарубежный фильм — Кинофестиваль Фант-Азия
- 1998 — Гран-при — Довилльский кинофестиваль
- 1999 — Лучшая операторская работа — Премия Хлотрудис

В 2000 году выходит второй полнометражный фильм — «Реквием по мечте», экранизация одноимённого романа Хьюберта Селби 1978 года. Эллен Бёрстин, сыгравшая в фильме одну из ролей, была номинирована на «Оскар», однако уступила награду Джулии Робертс. Фильм получил большое количество различных премий и наград.
Съёмки следующего фильма оказались очень сложными для Аронофски. Изначально для реализации философско-фантастической притчи «Фонтан» было выделено 75 млн долларов. Главные роли должны были сыграть Брэд Питт и Кейт Бланшетт. Однако во время подготовок к съёмкам Питт покинул проект из-за творческих разногласий с Аронофски, после чего проект лёг на полку. Заново начать работу над фильмом Даррен Аронофски смог только в 2004 году — после того, как получил согласие на участие в фильме Хью Джекмана. Главную женскую роль согласилась сыграть невеста режиссёра Рэйчел Вайс. При этом бюджет фильма был сокращён более чем вдвое — до 35 млн долларов. Премьера фильма состоялась 2 сентября 2006 года на Венецианском кинофестивале. Критики встретили фильм достаточно тепло. Но кинокартина не сумела окупиться в прокате, собрав менее 16 млн долларов.
Фильм 2008 года «Рестлер» оказался самым успешным для Аронофски с точки зрения международного признания. История стареющего борца-рестлера Рэнди Робинсона по прозвищу The Ram — Баран (Таран), получила главный приз 65-го Венецианского кинофестиваля — Золотого льва.
Фильм 2010 года «Черный лебедь» стал самым удачным, прибыльным и признанным. История невинной балерины (Натали Портман), которая медленно сходит с ума, покорила весь мир. С бюджетом в 13 млн долларов фильм собрал по всему миру почти 320 млн долларов. Картина была представлена в 5 номинациях на «Оскар», но победила только в одной (главная женская роль).
В марте 2014 года вышла новая лента Аронофски — эпическая притча «Ной». Первоначально к фильму была создана графическая новелла, над которой работал канадский художник Нико Хенрихон. Бюджет картины составил около 130 миллионов долларов, также фильм поддержан New Regency и Paramount.
В 2017 году Аронофски снял триллер «Мама!» с Дженнифер Лоуренс и Хавьером Бардемом в главных ролях. В 2018 году вышел 10-серийный телевизионный документальный фильм «Неизвестная планета Земля» спродюсированный Д. Аронофски в сотрудничестве с Nutopia для National Geographic Channel.
В 2022 году на экраны вышел фильм Аронофски «Кит». Вышедшая в том же году документальная лента «Территория», над которой он работал как продюсер, принесла ему премию «Эмми». В 2024 году стало известно, что Аронофски работает над картиной «Пойман с поличным». 
В июне 2025 года стало известно, что режиссёр планирует возобновить сотрудничество с компанией A24, с которой ранее работал над фильмом «Кит». Будущая картина получила название «Breakthrough», подтверждено участие Дуэйна Джонсона во второстепенной роли. Сценарий об одиноком человеке, попадающем под опасное влияние загадочного мотивационного гуру, написал Зик Гудман.

## Личная жизнь
Летом 2001 года Аронофски начал встречаться с актрисой Рэйчел Вайс, с которой впоследствии обручился в 2005 году. 31 мая 2006 года в Нью-Йорке у пары родился сын, Генри Ченс. В ноябре 2010 года Вайс и Аронофски объявили о расставании, но отметили, что остаются близкими друзьями и будут воспитывать сына вместе.
В 2012 году встречался с продюсером Брэнди-Энн Мильбрадт.
С сентября 2016 года Аронофски встречался с актрисой Дженнифер Лоуренс, с которой познакомился на съёмках фильма «Мама!». Пара рассталась в ноябре 2017 года.
С 2018 по 2022 год встречался с российской актрисой Аглаей Тарасовой.

## Фильмография
| Год                     | Название                  | Режиссёр | Продюсер       | Сценарист |
| ----------------------- | ------------------------- | -------- | -------------- | --------- |
| Короткометражные фильмы |                           |          |                |           |
| 1991                    | Печенье с предсказанием   | Да       | Да             | Нет       |
| 1991                    | Чистка супермаркета       | Да       | Нет            | Да        |
| 1993                    | Протозоа                  | Да       | Нет            | Да        |
| 1994                    | Нет времени               | Да       | Нет            | Нет       |
| Полнометражные фильмы   |                           |          |                |           |
| 1998                    | Пи                        | Да       | Да             | Да        |
| 2000                    | Реквием по мечте          | Да       | Нет            | Да        |
| 2002                    | Глубина                   | Нет      | Да             | Да        |
| 2006                    | Фонтан                    | Да       | Нет            | Да        |
| 2008                    | Рестлер                   | Да       | Да             | Нет       |
| 2010                    | Чёрный лебедь             | Да       | Нет            | Нет       |
| 2014                    | Ной                       | Да       | Да             | Да        |
| 2016                    | Джеки                     | Нет      | Да             | Нет       |
| 2017                    | Последствия               | Нет      | Да             | Нет       |
| 2017                    | Мама!                     | Да       | Да             | Да        |
| 2022                    | Кит                       | Да       | Да             | Нет       |
| 2025                    | Пойман с поличным         | Да       | Да             | Нет       |
| Телевизионные фильмы    |                           |          |                |           |
| 2018                    | Неизвестная планета Земля | Нет      | Да             | Нет       |
| 2021                    | Добро пожаловать на Землю |          | Исполнительный |           |

Режиссёр видеоигр
1997 — Soldier Boyz

## Награды
| Год  | Награда                                | Категория           | Название         | Итог      |
| ---- | -------------------------------------- | ------------------- | ---------------- | --------- |
| 1999 | Кинофестиваль «Сандэнс»                | Лучший режиссёр     | Пи               | Победа    |
| 1999 | Кинофестиваль «Сандэнс»                | Большой приз жюри   | Пи               | Номинация |
| 1999 | Независимый дух                        | Лучший сценарий     | Пи               | Победа    |
| 1999 | Независимый дух                        | Лучший фильм        | Пи               | Номинация |
| 2001 | Независимый дух                        | Лучший фильм        | Реквием по мечте | Номинация |
| 2001 | Независимый дух                        | Лучший режиссёр     | Реквием по мечте | Номинация |
| 2006 | Венецианский кинофестиваль             | Золотой лев         | Фонтан           | Номинация |
| 2008 | Венецианский кинофестиваль             | Золотой лев         | Рестлер          | Победа    |
| 2009 | Независимый дух                        | Лучший фильм        | Рестлер          | Победа    |
| 2009 | Премия Лондонского кружка кинокритиков | Лучший фильм        | Рестлер          | Победа    |
| 2009 | Премия Лондонского кружка кинокритиков | Лучшая мужская роль | Рестлер          | Победа    |
| 2009 | Национальный совет кинокритиков США    | Лучший фильм        | Рестлер          | Номинация |
| 2010 | Венецианский кинофестиваль             | Золотой лев         | Чёрный лебедь    | Номинация |
| 2010 | Независимый дух                        | Лучший режиссёр     | Чёрный лебедь    | Победа    |
| 2010 | Независимый дух                        | Лучший фильм        | Чёрный лебедь    | Победа    |
| 2010 | Ассоциация кинокритиков Чикаго         | Лучший режиссёр     | Чёрный лебедь    | Номинация |
| 2010 | Премия «Спутник»                       | Лучший режиссёр     | Чёрный лебедь    | Номинация |
| 2011 | BAFTA                                  | Лучший режиссёр     | Чёрный лебедь    | Номинация |
| 2011 | Золотой глобус                         | Лучший режиссёр     | Чёрный лебедь    | Номинация |
| 2011 | Оскар                                  | Лучший режиссёр     | Чёрный лебедь    | Номинация |
| 2011 | Сатурн                                 | Лучший режиссёр     | Чёрный лебедь    | Номинация |
| 2011 | Крик                                   | Лучший режиссёр     | Чёрный лебедь    | Победа    |